# Собавіни
Собавіни (пол. Sobawiny) — село в Польщі, у гміні Опочно Опочинського повіту Лодзинського воєводства.
Населення — 429 осіб (2011).
У 1975-1998 роках село належало до Пйотрковського воєводства.

## Демографія
Демографічна структура станом на 31 березня 2011 року:
|          | Загалом | Допрацездатний вік | Працездатний вік | Постпрацездатний вік |
| -------- | ------- | ------------------ | ---------------- | -------------------- |
| Чоловіки | 228     | 52                 | 156              | 20                   |
| Жінки    | 201     | 41                 | 112              | 48                   |
| Разом    | 429     | 93                 | 268              | 68                   |